# Ricardo Ribeiro
Ricardo Alexandre Paulo Ribeiro (Lissabon, 19 augustus 1981), beter bekend als Ricardo Ribeiro, is een Portugees fadozanger. Hij wordt gezien als een van de beste mannelijke fadozangers van zijn generatie, en won diverse prijzen.

## Biografie
Ricardo Ribeiro begon als kind al te zingen. Op zijn 15e ging hij zingen in een fadohuis. Dat jaar deed hij voor het eerst mee aan de Grande Noite do Fado, een competitie die hij niet veel later zou winnen.
In 1998 bracht hij zijn eerste album uit.
In 2007 werkte hij mee aan de muziekfilm Fados van regisseur Carlos Saura. 
In 2008 nam hij Em Português op, een album met de Libanese oed-speler Rabih Abou-Khalil. Voor dit album moest Ribeiro zich Arabische zangtechniek eigen maken, inclusief het gebruik van melismen. Dit album werd zeer positief ontvangen in de pers.
Ribeiro's derde album, Porta do Coração (2010), bereikte de vijfde plek in de Portugese albumlijst.
In 2015 zong Ricardo Ribeiro twee songs voor een tributealbum ter ere van Amália Rodrigues. Één van deze twee songs was een duet met Javier Limón.

## Erkenning en waardering
Verschillende van Ribeiro's albums werden lovend besproken door het Britse muziektijdschrift Songlines. Het album Porta do Coração kreeg vijf sterren van Songlines. Songlines noemde Ribeiro "een van de beste mannelijke fadozangers van zijn generatie" en schreef dat zijn stem meer "karakter en emotioneel bereik" heeft dan je op basis van zijn leeftijd zou verwachten.
In 2015 ontving Ribeiro een Portugese ridderorde, de Orde van de Infant Dom Henrique, van de Portugese president Aníbal Cavaco Silva.

## Prijzen en nominaties
- 1998: winnaar Grande Noite do Fado[13]
- 2005: Amália Award in de categorie Male Fado Revelation[14]
- 2011: Amália Award in de categorie Best Interpreter[14]
- 2015: Songlines Awards, genomineerd in de categorie Best Artist[15]
- 2017: Songlines Awards, genomineerd in de categorie Best Artist[16]

## Discografie
- No Reino do Fado (1998)
- Ricardo Ribeiro (2004)
- Porta do Coração (2010)
- Largo da Memória (2013)
- Hoje É Assim, Amanhã Não Sei (2016)
- Respeitosa Mente (2019)
- Terra que Vale o Céu (2023)